# Kruno Krstić
Kruno Krstić (Arbanasi kod Zadra, 13. studenoga 1905. – Zagreb, 6. prosinca 1987.), bio je hrvatski jezikoslovac, filozof, psiholog, enciklopedist, prevoditelj i kritik. 

## Životopis
Krunoslav Krstić rodio se u Arbanasima kod Zadra 1905. godine. Podrijetlom je iz obitelji albanskih doseljenika rimokatoličke vjere koji su 1726. i 1733. godine izbjegli iz turske Albanije kod Skadarskoga jezera te su bili naseljeni kod Zadra. Krstićev otac Ante bio je učitelj pa je Krunoslav, uz sedmero braće i sestara, djetinjstvo proveo u mjestima gdje mu je otac službovao, djelomično u Kukljici na otoku Ugljanu. Pučku školu polazio je od 1910. do 1915. godine u Otoku kod Sinja, gimnaziju kod franjevaca u Sinju a 1926. godine maturirao je na talijanskoj klasičnoj gimnaziji "Gabriele D'Annunzio" u Zadru. Poslije toga, od 1926. godine, polazio je studij filozofije sa psihologijom i talijanski jezik s književnošću na Filozofskom fakultetu Sveučilišta u Zagrebu, tu je diplomirao 1930. godine, a potom je na istom fakultetu 1934. godine diplomirao francuski i latinski jezik s književnošću. Doktorirao je 1937. godine disertacijom Psihologija i njen predmet: perspektivna polimorfnost predmeta psihologije. Usavršavao se, u dva navrata, na Fonetskome institutu u Parizu, na Sorbonni i College de France iz filozofije, psihologije i lingvistike. Bio je gimnazijski profesor u Zagrebu, Sisku i Osijeku a 1940. postaje prosvjetni referent Banovine Hrvatske. Za vrijeme NDH surađuje, uglavnom, s filološkim i filozofskim prilozima u Hrvatskom narodu, Novom listu, Hrvatskoj reviji, Hrvatskoj smotri, Viencu i Spremnosti. Od početka 1942. do početka 1943. godine bio je u Italiji na usavršavanju jezika a nakon povratka ponovno se zaposlio na gimnaziji u Zagrebu, gdje je radio do 20. travnja 1945. godine, nakon čega je imenovan asistentom na Odsjeku za filozofiju Filozofskoga fakulteta u Zagrebu. U svibnju 1945. emigrirao je u Austriju a poslije šest mjeseci vratio se u Zagreb. Privatna tužba "zbog suradnje s okupatorom" je, 1947. godine, od Javnoga tužilaštva u Zagrebu odbačena kao neosnovana. Od povratka pa do 1948. godine bio je bez posla a zatim do 1950. godine radi kao korespondent, evidentičar i skladištar u zadarskoj ispostavi splitskoga Mesoprometa. 1950. godine radi kao bibliotekar u zadarskome Povijesnom arhivu a od 1951. do 1975. godine radio je u Leksikografskome zavodu.
Umro je u Zagrebu 1987. godine. Nakon njegove smrti odaje mu se čast preimenovanjem jedne škole u  Osnovnu školu Krune Krstića, koja se nalazi u Zadru, naselju Arbanasi.

## Lingvističko djelo
Iznimno važno lingvističko djelo Krune Krstića slabo je poznato i priznato u hrvatskoj javnosti. Najpoznatiji je kao suautor rasprave Razlike između hrvatskoga i srpskoga književnog jezika u kojoj je pripremio razlikovni rječnik, no njegovo je jezikoslovno djelovanje širega raspona; budući razasuto u više članaka nije u javnosti poznato ni priznato koliko zavrjeđuje. U tim je tekstovima dr. Krstić, posebice u polemikama nakon izlaska Razlika vrlo utemeljeno pobio glavne serbokroatističke teze supolemičara, napose Maretićeva učenika, svećenika jugounitarne usmjerbe Jerka Grškovića (iz te polemike potječe ironični prikaz dvoimenoga jezika, metafora koju je kasnije upotrijebio Tomislav Ladan 1967. u rasprama oko rječnika kojeg su uređivale Matica hrvatska i Matica srpska, kad je u časopisu Kritika  objavio tekst naslova “Centaurski rječnik centaurskog jezika”). Kruno je Krstić autorom i važnih tekstova “Hrvatsko jezično zakonodavstvo”, “Smisaoni prostor riječi”, “Pitanje srbizama”, “Povijesni put hrvatskoga književnoga jezika”, i dr., većinom objavljenih u tisku 1941. – 1942. Dio je tih članaka dostupan u knjizi Marka Samardžije Hrvatski jezik, pravopis i jezična politika u NDH, HSN, Zagreb, 2008. U njima je Krstić jasno ocrtao hrvatsku tronarječnu osebujnost, predvidio “normativni tlak” koje je nastao sredinom 18. stoljeća kao početak općehrvatskoga jezičnoga standarda, odbacio mladogramatičarstvo koje je potrajalo u nekim segmentima hrvatskoga jezikoslovlja i do šestoga desetljeća 20. stoljeća, te naglasio ulogu hrvatske renesansne književnosti u kodifikaciji općenacionalnoga jezika (što je područje koje tek čeka detaljniju obradbu). Jedan od najglasnijih protivnika ponovne uvedbe korijenskoga pravopisa, nije se, kao ni ostali jezikoslovci, mogao oduprijeti oktroiranoj jezičnoj politici poglavnika Pavelića. Svršetak rata je dočekao u egzistencijalno nesigurnom položaju, pa ga je tek Miroslav Krleža, kad je postavljen za glavnoga urednika Enciklopedije Jugoslavije, uspio zaposliti u Leksikografskom zavodu. Krstić je tamo ostao do kraja radnoga vijeka, napisavši mnoštvo enciklopedijskih natuknica, no jezikoslovnim i općenito kulturnim i književnim radom pod svojim imenom nije se mogao baviti zbog “grijehova” lingvističkih rasprava objavljenih tečajem Banovine Hrvatske i u početku NDH, što bijaše neoprostivim prijestupom u očima jugoslavenske jezične politike serbokroatizma.

## Djela
- Psihologija i njen predmet: perspektivna polimorfnost predmeta psihologije, Zagreb, 1937.
- Razlike između hrvatskoga i srpskoga književnog jezika, Zagreb, 1940. (suautor Petar Guberina), (pretisak, Mainz, 1977.)
- Filozofija u Hrvatskoj: Poviestni pregled, Zagreb, 1943.
- Rječnik govora zadarskih Arbanasa, Zadar, 1987.
- Doseljenje Arbanasa u Zadar, Zadar, 1988. (suautori Željko Karavida i Marijan Szabo)
- Hrvatski pravopis, 1998. (suautori s Petar Guberina i Franjo Cipra) ↓1
- Marko Marulić: The author of the term "psychology", Zagreb, 2000.[6]

### Prijevodi
- S talijanskoga jezika: Francis Carco, Ekipa, Zagreb, 1940.
- S engleskoga jezika: Mark Twain, Mali Toma u balonu, Sarajevo, 1952. i Sigrid Undset, Proljeće.
- S francuskoga jezika zbirku kineske lirike Tsen Tsonming, Une nuit d'hiver.[7]